# جنایت و جنحه
جنایت و جنحه (جنایات و جنحه) یا جرم‌ها و بزهکاری‌ها (به انگلیسی: Crimes and Misdemeanors) نام فیلمی اگزیستانسیالیستی در سبک درام به نویسندگی، کارگردانی و نیز بازیگری وودی آلن است. در این فیلم بازیگرانی مثل مارتین لاندو، میا فارو، آنجلیکا هیوستون، جری اورباک، آلن آلدا، سم واترستون و جوانا گلیسون نیز به ایفای نقش پرداخته‌اند.
این فیلم با تحسین منتقدان و نیز سه نامزدی جایزه اسکار روبرو شد؛ وودی آلن برای بهترین کارگردانی، مارتین لاندو برای بهترین بازیگر مرد در نقش مکمل و دوباره وودی آلن برای بهترین فیلم‌نامه غیراقتباسی.

## فیلم‌نامه
جرم‌ها و بزهکاری‌ها نام فیلم‌نامه‌ای از وودی آلن است. فیلم‌نامه دربارهٔ ارتباط مثلثی بین مردی با دو زن و تهدید شدن او توسط یکی از زن‌هاست.
فیلمنامه این فیلم در سال ۱۹۹۰ نامزد جایزه اسکار بهترین فیلم‌نامه سال و در سال ۱۹۹۱ نامزد جایزه بفتا بهترین فیلم‌نامه سال شده‌است.
این فیلم‌نامه در سال ۱۹۹۰ برنده جایزه David di Donatello بهترین فیلم‌نامه خارجی و جایزه WGA به عنوان بهترین فیلم‌نامه نوشته شده برای اجرای مستقیم و در سال ۱۹۹۱ برنده جایزه ALFS به عنوان بهترین فیلم‌نامه سال شده‌است.
در بخشی از فیلم‌نامه دیالوگهای سکانس گذشته به ذهنیات جودا یکی از شخصیت‌های فیلم‌نامه می‌رسد که همراه با رعد و برق است. جودا در این سکانس یکی دیگر از شخصیت‌های فیلم‌نامه به نام بن را در عالم پندار می‌بیند که با او مشغول صحبت روی کاناپه است. دیالوگ‌های گذشته آن دو تکرار می‌شود و نویسنده برای تقویت نگرانی جودا از رعد و برق در این سکانس استفاده کرده‌است. درست وقتی که رعد و برق قطع می‌شود بن روبروی جودا قرار می‌گیرد و سپس با اتمام دیالوگ آن‌ها و ناپدید شدن بن از خیال جودا دوباره رعد و برق می‌شود.
وودی آلن در این فیلم‌نامه تعامل ذهنیت‌های بزهگرا و راحت‌گرای شخصیت‌ها را مد نظر داشته و خواننده فیلم‌نامه می‌تواند تلفیق بزهکاری‌ها را در فضایی کمدی تراژیک ببیند.